# Leptocera trigonata
Leptocera trigonata är en tvåvingeart som beskrevs av Arnold Spuler 1924. Leptocera trigonata ingår i släktet Leptocera och familjen hoppflugor. Inga underarter finns listade i Catalogue of Life.